# Obereopsis minima
Obereopsis minima är en skalbaggsart som beskrevs av Hermann Julius Kolbe 1894. Obereopsis minima ingår i släktet Obereopsis och familjen långhorningar. Inga underarter finns listade i Catalogue of Life.